# Banque internationale à Luxembourg
Bank van Luxemburg (Frans: Banque internationale à Luxembourg, BIL) een van de belangrijkste internationale financiële instellingen in Luxemburg.
Deze vermogensbeheerder stond voor 2012 bekend als Dexia Banque Internationale à Luxembourg

en maakte deel uit van de Dexia Groep.